# Termini Imerese
Termini Imerese es una localidad italiana de la provincia de  Palermo, región de Sicilia, con 	24 701 habitantes.

Ubicación de la ciudad de Termini Imerese dentro de la provincia de Palermo.

## Evolución demográfica
| Gráfica de evolución demográfica de Termini Imerese entre 1861 y 2006 |
|                                                                       |
| Fuente ISTAT - Elaboración gráfica por parte de Wikipedia             |

## Historia
El lugar, naturalmente fortificado, donde se encuentra la parte más antigua de la ciudad, ha estado habitado desde tiempos prehistóricos, gracias también a la presencia de cuevas y abrigos rocosos. En el llamado refugio del castillo de Termini está documentada una estación prehistórica del Epigravetiense. Tras la destrucción de Imera por los cartagineses, en el 409 a. C., el asentamiento fue reconstruido dos años más tarde (407 a. C.) a 12 km al oeste del anterior, en el lugar donde hoy se encuentra Termini Imerese. El nombre que tomó entonces Thermai Himeraìai (en latín Thermae Himerae) se debe a la existencia cerca de manantiales de agua caliente, todavía utilizados hoy: los baños modernos, en la ciudad baja, ocupan el mismo lugar que los romanos, de los cuales Conserva aún algunos restos. Conocidas mucho antes de la destrucción de Imera, estas aguas son, de hecho, recordadas por Píndaro en el XII Olímpico, en honor a Ergoteles de Imera. Según el mito, habrían surgido de las obras de las ninfas, que querían complacer a Atenea: Hércules se habría bañado en ellos por primera vez, después de la lucha contra Érix. Las monedas Termini, que tienen la cabeza de Hércules en el anverso y tres Ninfas en el reverso, están inspiradas en este mito.
Según Diodoro Sículo, la ciudad fue fundada por los cartagineses, con la contribución de los colonos libios, pero Cicerón afirma que en realidad fueron supervivientes de Himera: es probable que los dos datos no sean contradictorios, y que en la colonia púnica Los exiliados de Himera convergieron posteriormente. Esto parece confirmado por el hecho de que, cuando Dionisio atacó la eparquía cartaginesa, en el año 397 a. C., obtuvo el apoyo de los termitanos. En el 361 a. C., cuando la ciudad estaba bajo dominio cartaginés, nació allí Agatocles, el futuro tirano de Siracusa, hijo de un exiliado de Reggio. Hará de Terme una de sus bases en la lucha contra los cartagineses.
En el año 260 a. C., durante la Primera Guerra Púnica, los romanos sufrieron una dura derrota a manos de Amílcar en la ciudad, pero posteriormente lograron conquistarla, en el año 253 a. C. Desde entonces permaneció fiel a Roma, y estuvo entre los sujetos a tributo. Después de la conquista de Cartago, en el 146 a. C., Escipión Emiliano devolvió a Terme las obras de arte robadas por los cartagineses a Himera: entre ellas se encontraba una estatua de Stesicoro, que se había alojado allí. De una de estas estatuas se conserva la base, con parte de la inscripción. Durante las guerras civiles la ciudad se puso del lado de Cneo Pompeyo el Grande (quizás muchos de aquellos comerciantes itálicos que constituían una parte importante del partido mariano vivían en ella): Pompeyo, en el 81 a. C., se disponía a castigar duramente a Terme, cuando ésta se distrajo. por la intervención del ciudadano más influyente, Estenio, quien, de ser partidario de Cayo Mario, pasó a ser partidario y amigo de Pompeyo (Plutarco); lo que no impidió que Verres despojara a la casa de Stenio de sus obras de arte y entablara una demanda contra él.
Después de la guerra con Sexto, Pompeyo Augusto estableció allí una colonia: es probable que este hecho constituya un castigo para la ciudad, que, debido a sus vínculos patronales, probablemente se había abrazado al partido pompeyano. La radicalidad de la operación se desprende de las numerosas inscripciones latinas que nos han llegado y, sobre todo, de la presencia masiva en ellas de nombres romanos e itálicos: el antiguo origen de la población parece prácticamente desaparecer a principios del siglo XIX. época imperial.
La continuidad de la vida a lo largo de la Edad Media probablemente permitió conservar las líneas fundamentales de la estructura primitiva. El Foro probablemente correspondía al área del actual Piazzale del Duomo (al norte de Piazza Vittorio Emanuele), el cardo a Via del Belvedere y el decumanus a las calles que van del Duomo a San Giovanni.
Con la caída del Imperio Romano Occidental, comenzó un período de decadencia para la ciudad. Termini fue sede episcopal hasta el siglo XII, aunque la serie de obispos presenta varias lagunas e incertidumbres. En el siglo XIII, durante la dinastía Altavilla del Reino de Sicilia, se convirtió en ciudad real y posteriormente pasó a formar parte de las ciudades estatales. El señorío de Termini, al final de las Guerras Vísperas, fue asignado por el rey Federico IV de Sicilia a Vinciguerra de Aragón.
Especialmente desde la Edad Media hasta principios del siglo XIX fue uno de los principales centros de recogida y carga de cereales y otros productos alimenticios que se almacenaban y sometían a tareas en almacenes especiales (Regio Caricatore). La presencia del armador hizo fortuna para la ciudad, que se convirtió en uno de los principales puertos sicilianos y mantuvo intensas relaciones comerciales con las repúblicas marítimas de Génova, Pisa y Venecia y con los principales puertos del Mediterráneo (Marsella, Barcelona, etc.) y en el siglo XVI también puertos atlánticos. A finales del siglo XVIII fue la sede de la sección Ereina Imerese de la Academia Ereina de Palermo y poco después de la Academia Euracea. En el siglo XIX el cierre del Grain Loader fue el inicio de una profunda